# عبد الله حسن آل عبد المحسن
عبد الله حسن آل عبد المحسن هو مؤرخ، وكاتب، ورائد مسرحي سعودي من محافظة القطيف. ولد في عام 1373هـ/1953م بجزيرة تاروت.

## أعماله

### مؤلفات
- الألعاب الشعبية بالقطيف ( 1406 هـ - المطابع المساندة بالجبيل ) .
- من تراث جزيرة تاروت ( طبع عام 1406 هـ - المطابع المساندة بالجبيل ) .
- عيسى محسن ( طبع عام 1407 هـ بمركز التراث لدول الخليج العربية - قطر ) .
- الأمثال الشعبية في الساحل الشرقي ( طبع عام 1407 هـ ) .
- أسباب ضياع الشباب ( طبع عام 1407 هـ - المطابع المساندة بالجبيل ) .
- شعراء القطيف المعاصرون ( 1414 هـ ) .
- الطب الشعبي في الساحل الشرقي ( 1422 هـ - مطبعة البيان ) .
- الألعاب الشعبية في دول الخليج العربية ( 1423 هـ ــ مركز التـراث الشعبي لمجلـس الـتـعــاون ــ قـطـر ) .
- أساسيات أدب الأطفال (1429 هـ - دولة قطر).

### مسرحيات
- حرام حرام ( 1390 هـ ).
- ملك الغابة ( 1391 هـ ).
- عاقبة الطمع ( 1391 هـ ).
- حكايات جدتي ( 1392 هـ ).
- الفار في الشنوكة ( 1392 هـ ).
- مال البخيل ياكلة العيار (1393 هـ).
- الغواص ( 1393 هـ).
- من تدخل فيما لا يعنية لقي مالا يرضيه ( 1394 هـ ).
- الكريكشون ( 1395 هـ ).
- سبع صنايع والبخت ضايع (1395 هـ).
- الشراك ( 1396 هـ ).
- المعلم ( 1397 هـ ).
- الطالب الكسول ( 1398 هـ ).
- العابنا الشعبية ( 1398 هـ ).
- غيري جنى ( 1402 هـ ).
- الثعلب المكار ( 1403 هـ ).
- السعادة ( 1405 هـ ).
- جزاء الأمانمة ( 1406 هـ ).
- مغامرات عبود ( 1408 هـ ).
- الكراز ( 1413 هـ ).
- الكنز ( 1415 هـ ).
- أرنوب في خطر ( 1416 هـ).
- المغامر ( 1417 هـ ).
- الوحش ( 1418 هـ).
- علي بابا ( نص).
- إلى الفضاء (نص).

ومجموعة من المسرحيات للكبار بلغت الأربعين مسرحية.
حصل أغلبها على المركز الأول على مستوى المملكة في مسابقات الرئاسة العامة لرعاية الشباب (الهيئة العامة للرياضة حاليا). وقد مثلت أغلبها على مسرح أندية الشرقية ومسرح المعهد الصناعي بالدمام، والمعهد التجاري بالقطيف، ومسرح جامعة البترول ( جامعة الملك فهد حالياً ) وعلى مسرح جامعة الملك سعود بالرياض وكذا مسرح أرامكو بالظهران، ومسرح الشؤون الاجتماعية بالمنطقة الشرقية، وقد حصل على مجموعة من الجوائز والشهادات والدروع .
وقد كُرم من قبل وزارة الثقافة والإعلام بدولة قطر عام 1408 هـ، وقد كُرم مؤخراً من قبل وزير الثقافة والإعلام السعودي الأستاذ إياد مدني بمهرجان المسرح السعودي الرابع عام 1429هـ، بالإضافة إلى حصوله على الجائزة الدولة لأدب الطفل لعام 2008م.

### أبحاث باللغة العربية
- أثر التلفزيون على الأطفال.
- تقويم المدير للمعلمين.
- تأثير المدير على التنظيم والسلوك في المدرسة.
- تأثر خصائص العلاقة بين الرئيس والمرؤوس بالعوامل الثقافية للمجتمع.
- التقويم الذاتي للمعلم.
- معوقات مسرح الطفل في الخليج.

### أبحاث باللغة الإنجليزية
- الطلاق وأثره على المرأة المطلقة ( 1398 هـ ) .
- التعليم العالي بالمملكة العربية السعودية ( 1398 هـ ) .
- العلاقة بين البيت والمدرسة وأثره على التحصيل العلمي للطالب ( 1399 هـ ) .
- معوقات الإدارة المدرسية بالمنطقة الشرقية ( 1428 هـ ) .

### الكتب المخطوطة
- الأمثال الشعبية في دول الخليج العربية .
- المأثورات الشفاهية في دول الخليج العربية .
- إبداعات المرأة الأدبية في دول الخليج العربية.
- اللهجة الشعبية في منطقة القطيف .
- تكوين الأسرة المسلمة .
- المرأة بين مؤيد ومعارض .
- ترانيم الطفولة ( شعر أطفال ) .
- العمل التطوعي وأثره على المجتمع الإسلامي .
- تحسين المستوى العلمي للأطفال.
- مشاكل الطفولة .
- العلاج الديني للأمراض النفسية.
- القرآن وتربية الإنسان .
- من الأدب النسوي الخليجي .
- دماء ودموع ( قصص ) .